# Grischa Lichtenberger
Grischa Lichtenberger (* 16. Mai 1983 in Bielefeld) ist ein deutscher Künstler und Musiker in den Bereichen elektronische Musik, Installation und Multimedia sowie bildende Kunst.
Seit 2009 erscheinen seine musikalischen Kompositionen vor allem auf dem Chemnitzer Label Raster-Noton (seit 2017 raster-media) und werden von ihm bei Liveshows auf internationalen Festivals und Konzertveranstaltungen audiovisuell präsentiert (u. a. Elektra und Mutek Montreal, Electron Festival Genf, Sou Festival Tbilisi, A l’Arme Festival Berlin). 2015 komponierte er für das zeitgenössische israelische Tanzensemble Batsheva Dance Company die Musik für die Choreografie Last Work von Ohad Naharin, die vom Publikum enthusiastisch aufgenommen und in Israel wie international vor vollen Häusern aufgeführt wurde. Unter vielen weiteren Kollaborationen sind die Zusammenarbeit mit Jesse Osborne-Lanthier 2016 (C S L M | Conversations Sur Lettres Mortes) sowie das seit dem Album Re: Phgrp (Reworking „Consequences“ by Philipp Gropper’s Philm) existierende Bandprojekt mit Philipp Gropper, Gaia Mattiuzzi und Moritz Baumgärtner hervorzuheben.
Auch die installativen und visuellen Arbeiten Lichtenbergers werden in Deutschland und international gezeigt, etwa 2011 im Enjoy Art-Space Leeds, 2012 im Grimmuseum Berlin, 2013 beim Berlin Atonal, 2015 im Tokonoma Kassel, 2016 in der Gallery Unofficial Preview in Seoul oder 2018 im Ex Dogana in Rom. 2020 präsentierte der Kunstverein Gütersloh im Rahmen der Reihe „Mal wieder hier“ mit der Ausstellung so wirklich gar nicht irgendein roter faden (can a shaman amortizise coins he collected from the ground) eine erste Retrospektive.

## Werk
Aufgewachsen auf einem abgelegenen ehemaligen Bauernhof in Steinhagen, entwickelte sich Lichtenbergers künstlerischer Ansatz aus der Bezugnahme auf Landschaft als Bedingung und Kontext für die Kunstproduktion. Landschaft ist hier allerdings nicht als natürlicher Erholungsraum und auch nicht im rein wörtlichen Sinne zu verstehen, sondern als Wechselwirkung zwischen biografischen Erfahrungen und materieller Konkretheit der gegenwärtigen Umgebung. Lichtenbergers Werk ist – aus produktionsästhetischer Perspektive – nicht einzelnen Disziplinen (wie Musik, bildende Kunst, Text, Theorie etc.) zuzuordnen, sondern gliedert sich als intermedial verwobenes Ganzes inhaltlich in größere Werkphasen. Deren Titel sind weniger Arbeitsvorgaben als vielmehr thematische Orientierungspunkte, unter die sich auch en passant entstandene Arbeiten nachträglich versammeln lassen. Sie sind Landschaften zugeordnet und somit den Orten, an denen Lichtenberger lebt, wie Landschaften gehen sie aber auch fließend ineinander über und folgen keiner strengen Chronologie oder Systematik: ~treibgut entstand in Bielefeld und Düsseldorf, andyrchie IV ist eine Auseinandersetzung mit der Stadt Berlin, wo Lichtenberger seit 2008 lebt. Mit la demeure / il y a peril on la demeure wendet er sich, angelehnt an die Philosophie Emmanuel Levinas’, dem Thema der Bleibe und deren destruktiver Rückseite – in topografischen Kategorien gesprochen: dem privaten und dem öffentlichen Raum – zu. Im aktuellen Werkzyklus ostranenie beschäftigt Lichtenberger sich in Bezugnahme auf Wiktor Schklowski mit der umfassenden, landschaftlichen Präsenz des Internets und entwickelt künstlerische Gegenstrategien gegen eine insistierende Verführung zum passiven Medienkonsum.

### ~treibgut (2006–2009)
Landschaftlichkeit als „a system of references to a landscape i used to live in“ ist die zentrale Gedankenfigur in Lichtenbergers erstem Werkzyklus ~treibgut. Der Titel lässt nicht von ungefähr an Treibholz denken, das auf einem Fluss an einem vorbeischwimmt oder vom Meer angespült wird. ~treibgut steht also für ein Verhältnis zu zufällig begegnenden Dingen, die ihre Funktion eingebüßt haben, deren sinnstiftender Kontext vergessen wurde oder verloren gegangen ist; Beobachter und Gegenstand haben kein gemeinsames Bezugssystem, und so ist ersterer sowohl mit der Indifferenz des letzteren als auch mit dessen Freistellung als Material konfrontiert – und mit der Herausforderung der (künstlerischen) Bedeutungszuweisung.
Onomatopoetisch gehört, assoziiert „treib gut“ die im Deutschen geläufige Abschiedsformel „mach’s gut“ und somit die unvermeidbare und unüberbrückbare Distanz auch zum menschlichen Gegenüber, das in seiner räumlich-zeitlichen Eigentümlichkeit und biografischen Verfasstheit uneinholbar bleibt, genauso Projektionsfläche und jede Zuschreibung transzendierend wie das zufällig vorbeischwimmende Treibholz. Vor dem Hintergrund dieses Verlusts und dieser Verlorenheit, des Exils und der Isolation, formuliert sich das Verlangen nach einer vorbehaltlosen Beziehung zu den Dingen – entsteht die Sehnsucht nach einem unmittelbaren Zugang zum gegenwärtigen Moment und zur jeweiligen Situation. Der Gleichgültigkeit von Kosmos und Äon stehen die menschlichen (und künstlerischen) Anstrengungen gegenüber, ethische und sinnhafte Zusammenhänge zu stiften.

### andyrchie IV (2008–2015)
Der Werkzyklus andyrchie IV trägt den Namen eines fiktiven Nachfolgers des Baksan-Neutrino-Observatoriums im Kaukasus und war zuerst als Titel für ein Romanprojekt gedacht: „Based on the consideration that it is impossible to deal with the topic of a ‚lebensraum‘ like berlin without being hit by stylization – so I had to experiment with strategies of fiction.“ Die Metapher des fiktiven Neutrinodetektors verweist auf das Phänomen der Trägheit – der Untertitel des zugehörigen Albums lautet nicht umsonst inertia – und die Auseinandersetzung mit der landschaftlichen Phänomenologie und den psychophysischen Effekten der Stadt Berlin, wo Lichtenberger seit 2008 lebt.
Die ringförmige Umfassung Berlins und seine „inselartige Isolation, die in der topologischen Geschichte (nicht nur) der jüngsten Vergangenheit der Stadt begründet liegt“, führen zu einer Reflexion von Konzepten wie Zirkularität und Gravitation in seinen musikalischen wie bildnerischen Arbeiten. Vor dem Hintergrund des Berlin-Bezugs wird der auf den ersten Blick abstrakt scheinende und sich mit physikalischen Phänomenen befassende Werkkomplex andyrchie IV als Fortsetzung von ~treibgut und als weiterer Versuch verständlich, „to define aspects of legitimation for an artistic work in engagement with the concreteness of one’s living situation“.

### demeure / il y a peril on la demeure (2015–2018)
Der Werkzyklus la demeure / il y a peril on la demeure beschäftigt sich mit dem von Emmanuel Levinas in seiner Habilitationsschrift Totalität und Unendlichkeit. Versuch über die Exteriorität entwickelten Begriff der Bleibe und stellt speziell die Frage nach dem Bleiben der Kunst und nach der Möglichkeit, in der Kunst zu bleiben.
Die Bleibe kann charakterisiert werden als Intimität, als schützende Sphäre des Privaten, als das ökonomischen oder sozialen Zwängen enthobene Zuhause. Die Bleibe ist aber nicht mit der einfachen Topografie des privaten Raums gleichzusetzen, sondern der Fürsorge und Gastfreundschaft des Anderen geschuldet, der in allen Werken, die in diesem geschützten Raum entstehen, Spuren hinterlässt. Nicht zuletzt durch diese Abhängigkeit vom – wie bereits in ~treibgut auch weiterhin die Kommunikation und die Beziehung transzendierenden – Anderen ist die Bleibe kein ungestörter Ort sorgenfreier Existenz, sondern selbst bereits gekennzeichnet von der Spannung zwischen ermöglichendem Zufluchtsort (la demeure) und bleibender (demeurer) Beunruhigung/Verfolgung durch den Anderen (oder das Andere).
Der zweite Teil des Titels, il y a péril en la demeure, entspricht im Französischen dem juristischen Terminus „Es ist Gefahr im Verzug“ und könnte wörtlich mit „Es gibt da eine Gefahr im Zuhause“ oder „Es gibt eine anhaltende/bleibende Gefahr“ übersetzt werden. Die damit einhergehende Gegenüberstellung von intimer Bleibe und Allgemeinheit/Öffentlichkeit, die unter bestimmten Bedingungen in den – ansonsten gesetzlich besonders geschützten – Privatraum eindringen kann, vertieft die Auseinandersetzung mit den irritierenden bis destruktiven Aspekten der Bleibe. Denn Öffentlichkeit ist keineswegs lediglich als Sphäre ökonomischer und sozialer Zwänge zu verstehen, sondern ihrerseits ein Korrektiv und eine schützende Instanz/Autorität, ein Ort der belebenden Inspiration, der Auseinandersetzung und Begegnung mit Anderen, der Resonanz, der Reibung und der Rückversicherung – und eben damit eine Bedingung der Möglichkeit für Kunst: „In art, the public is something that could perhaps be described in legal terms as a legitimate transgression of responsibility – it secures and holds what would otherwise be lost because the artist has become entangled in it.“
Die unauflösbare, mitunter schmerzhafte Ambiguität sowohl der Bleibe selbst als auch ihrer Dialektik mit dem Raum der Öffentlichkeit lässt sich wiederum zurückbeziehen auf die künstlerische Produktion und auf das Problem der Unmöglichkeit, in der Kunst zu bleiben, an der Kunst als sinnhaftem Tun festzuhalten, an ihre Wirksamkeit zu glauben und am Scheitern der künstlerischen Mittel und Strategien nicht zu verzweifeln: „In a way, one could describe art as a pathological condition to hold onto a communicative defect. in this respect, the album [kamilhan; il y a péril en la demeure] is about a crisis – about the impossibility of expressing the unspeakable and instead secretly tying it in a parallel thread that deepens the relationship to the impossible.“

### ostranenie (2016–2022)
Unter dem Titel ostranenie geht es um künstlerische Strategien des Widerstands gegen die immersive Gewalt des Virtuellen. Die technische Allgegenwart (des Internets) und die damit verbundene Verlockung zum passiven Konsum sowie die Erfahrungen sozialer, psychologischer und ästhetischer Automatisierung kontert Lichtenberger mit den Mitteln der Kunst: zeichnerisch, musikalisch, sprachlich, theoretisch. Das Internet ist hierbei das Sujet, es wird aber nicht objektiviert und als Gegenstand explizit kritisiert, sondern als landschaftliches Gefüge verstanden, das den alltäglichen Lebensvollzug definiert und umfängt.
Ausgangspunkt bereits der ersten einschlägigen grafischen Arbeiten, die in der Rückschau die Initialzündung zum aktuellen Werkzyklus bildeten, sind Spielfilme und Dokumentationen, die via Beamer projiziert und während des Abspielens zeichnerisch aufgefasst bzw. verfolgt werden. Das sich ständig verändernde Bewegtbild vereitelt die grafische Wiedergabe von Gegenständen, Figuren oder Gesichtern, stattdessen ist das Blatt bald von einem dichten Gewirr aus abstrakten Linien überzogen. Dieses wiederum dient als Grundlage für die zweite Arbeitsphase der Rückinterpretation, bei der figurative Elemente herausgearbeitet werden.
Der Begriff Ostranenie geht auf den Theoretiker Wiktor Schklowski zurück. Laut Schklowski hat Kunst die Funktion, Verstehensprozesse durch Verfremdung zu erschweren, Stereotype und automatisierte Wahrnehmungen zu unterlaufen und damit dem Alltag seine Bedeutsamkeit zurückzugeben bzw. zu erhalten. Brigitte Flickinger fasst das Prinzip so zusammen: Neben anderen Mitteln (wie Verzögerung oder Abschweifung) ist ostranenie (fremd machen) das wesentliche künstlerische Prinzip. Als Neologismus ist das russische Wort ostranenie selbst „entfremdend“ – und nicht leicht zu übersetzen: Die gängigsten Übersetzungen im Englischen sind „alienation“, „estrangement“, „enstrangement“ und „defamiliarization“. Ostranenie hat in der Literatur einen doppelten Effekt. Erstens wirkt sie durch verschiedene Mittel der üblichen Automatisierung unserer Wahrnehmung entgegen, verhindert Gewöhnung und „führt uns zu einer ‚Erkenntnis‘ eines Dings durch das Sehorgan anstelle des Erkennens“. Zweitens macht uns die Verfremdung die literarische Form selbst bewusst, die der eigentliche Gegenstand der Kunst und das Kriterium für den ästhetischen Wert ist. „Indem sie die Gegenstände ‚verfremdet‘ und die Form verkompliziert“, schreibt Shklovsky, „macht die Kunst die Wahrnehmung lang und ‚mühsam‘. Die Kunst ist ein Mittel, um den Prozess der Kreativität zu erfahren. Das Artefakt selbst ist ganz unwichtig, der Gegenstand ist nicht wichtig.“

## Installationen und Ausstellungen
- 2007: waldstelle/nordpol, Steinhagen
- 2008: st. vinzenz, Düsseldorf
- 2008: weserportfolio, Minden
- 2009: kästchen, narthex, paradies, Theaterwissenschaftliche Fakultät, Freie Universität Berlin
- 2011: a bundle of measures, Enjoy Art Space Leeds
- 2011: tragwerk – kamine und wein, Kamine und Wein, Berlin
- 2012: not telling a joke, Krome Gallery, Berlin
- 2012: ((U+C+I) X (10-S)) 20 X AA X 1 (1-SIN(F-10)), die frühperle, Berlin
- 2012: [nichts] davon. demotivierte photoitive, die frühperle, Berlin
- 2012: diorama, Grimmuseum, Berlin
- 2013: in|ven|tur, Team Titanic, Berlin
- 2013: 24h szczecin, Klub Storrady, Stettin
- 2013: 3 steel plates, scanner, sound, Berlin Atonal, Kraftwerk Berlin
- 2014: Kolibri Scans, Ballhaus Kolibri, Berlin
- 2015: unterbrechung der wärmezufuhr, Tokonoma, Kassel
- 2015: the sudden evolutionary changes in palearctic warblers, ZIF, Bielefeld
- 2016: Gallery Unofficial Preview Seoul
- 2016: Fritz Schneider bei der Gruppenausstellung Ghost in the Machine (kuratiert von Carsten Nicolai), EIGEN + ART Lab, Berlin
- 2016: 100 Drawings from the Archive, Tbilisi Archaeological Repository, Georgien
- 2016: squeeze machine – fragments from a workshop, Plattenvereinigung, Berlin
- 2017: il’y a peril en la demeure, À L’ARME Festival, Radialsystem, Berlin
- 2018: 5 fenfires, Ex Dogana, Rom
- 2019: stack overflow – nightingale, nGbK, Berlin
- 2019: spem in alium, de DROM galerie, Kröpelin
- 2020: so wirklich gar nicht irgendein roter faden (can a shaman amortizise coins he collected from the ground), Kunstverein Gütersloh, Gütersloh
- 2021: 0521_egres installative performance, IRCAM Paris
- 2022: Installation aus kometenschauer butterweg I + II, 4 vitrinen und texten bei der Gruppenausstellung Der Bau. Hommage an Kafka, Museum Villa Rot, Burgrieden
- 2023: oversharing (wavemutilation), Alte Königstadtbrauerei, Berlin
- 2023: inst:serien 2x 100 block (and iv/demeure) bei der Gruppenausstellung #serien, Neue Galerie, Wünsdorf
- 2024: answer machine im Duo mit Sarah Ambrosi, ECK Museum of Art Bruneck, Italien

## Diskografie
- 2009: ~ TREIBGUT, Raster-Noton
- 2011: Graviton – Cx (Rigid Transmission), Semantica Records
- 2012: and IV [inertia], Raster-Noton
- 2015: La Demeure; Il Y A Péril En La Demeure, Raster-Noton
- 2016: Spielraum | Allgegenwart | Strahlung, Raster-Noton
- 2016: C S L M | Conversations Sur Lettres Mortes, Kooperation mit Jesse Osborne-Lanthier, Cosmo Rhythmatic
- 2019: Re: Phgrp (Reworking »Consequences« By Philipp Gropper’s Philm), Raster
- 2020: Kamilhan; Il Y A Péril En La Demeure, Raster
- 2023: works for last work, Raster
- 2023: dwdgdah - die wiederholung der geschichte der amerikanischen heimatlosigkeit, Raster
- 2024: obliteration, dingn/dents
- 2025: ostranenie, Raster